# Villa Chigi Saracini
La villa Chigi Saracini Lucherini si trova a Castelnuovo Berardenga in provincia di Siena.

## Storia e descrizione
La realizzazione della villa, progettata a partire dal 1789 dal proprietario Galgano di Marcantonio Lucherini Saracini, portò uno stravolgimento all'assetto urbanistico del paese, sostituendo di fatto la centrale dell'antico castello senese, abbattendone la cinta muraria e sostituendola da un muro di contenimento; la villa era già eretta al 1825, i lavori comprensivi del parco, terminarono negli anni 1870. La proprietà nel 1877 passò, per testamento, da Alessandro Saracini Lucherini al conte Fabio Chigi Saracini e, successivamente, al di lui erede Guido Chigi Saracini Lucherini.
L'edificio, a pianta rettangolare, si sviluppa su tre piani di cui quello a terreno è rivestito a bugnato mentre i superiori sono intonacati. Sui prospetti principali si aprono due portoni d'accesso ad arco a tutto sesto, fiancheggiati da doppie lesene terminanti con mensole che sostengono i balconi di coronamento.
Su ogni facciata principale è posto uno stemma, sul prospetto nord quello dei Chigi-Della Rovere, sul prospetto sud quello dei Saracini-Marescotti.
Alcune stanze del piano terra e del primo piano erano state decorate da affreschi dei pittori Bandini e Arrighi, tuttavia gli interni sono stati molto rimaneggiati nel tempo, e di quella fase decorativa resta oggi solo il Salotto rosso al piano nobile, che presenta sulla volta una raffigurazione del Carro del Sole tra stemmi araldici.
La cappella di San Giovanni, progettata da Agostino Fantastici e completata nel 1840, ha sull'altare una tela col Martirio di sant'Orsola di Giovanni Bruni; vi sono conservate le sepolture dei membri della famiglia Saracini. 

### Il parco

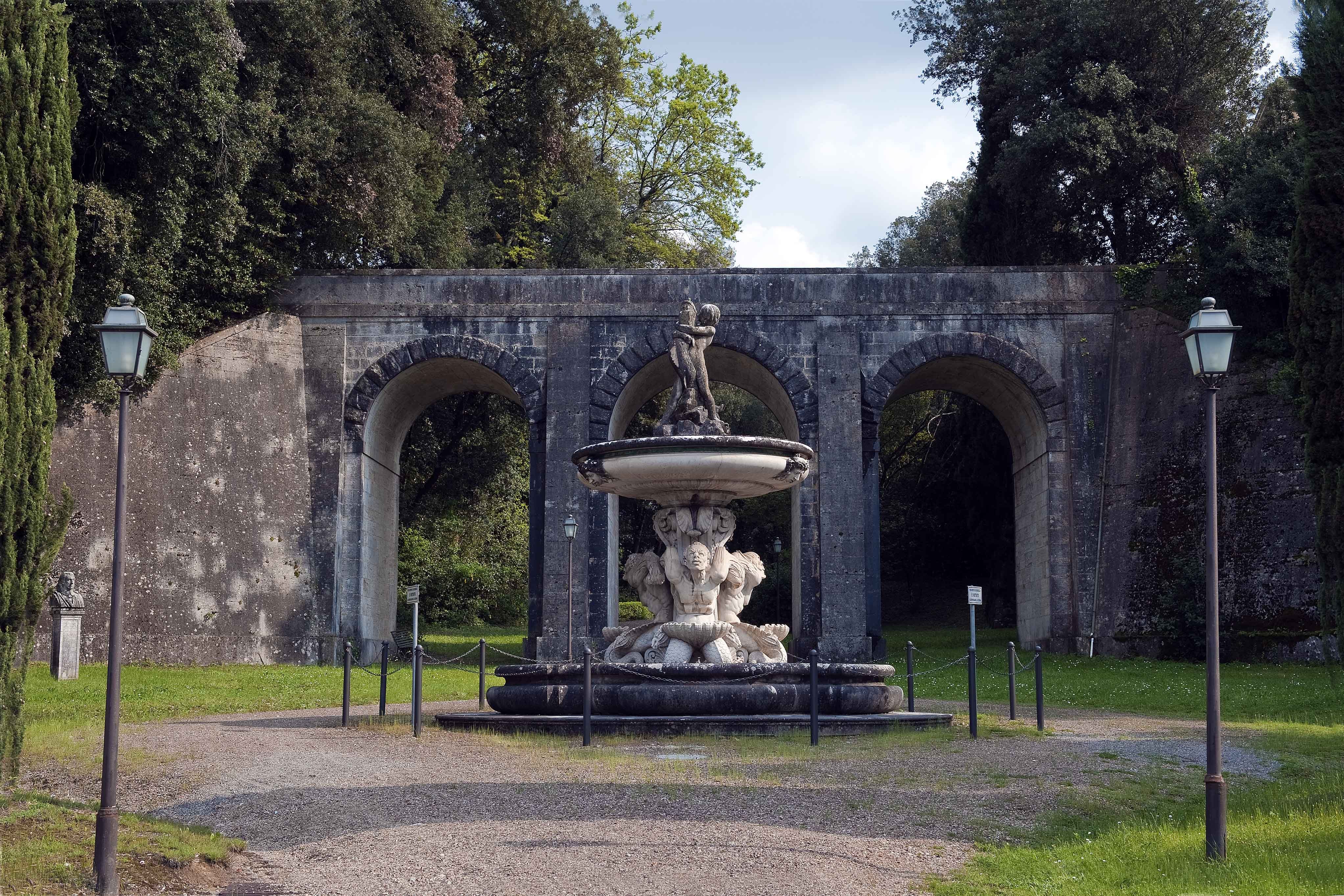
Villa Chigi Saracini Lucherini, ingresso nord

Il parco, ispirato al tipo romantico, fu progettato da Agostino Fantastici dal 1834 così come le strutture architettoniche d'arredo, il ponte carrabile a tre arcate, che collega la villa alla collina di San Quirico e il Kaffeehaus. Presenta una superficie di circa tre ettari.
La parte anteriore della villa, quella dove il Fantastici è intervenuto maggiormente, è composta da un prato dove si trova un laghetto circondato da muschi e spugne di forma quasi circolare, di fronte al quale si attesta il Kaffeehaus. Questo, d'ispirazione neoclassica, divide il parco dal piccolo giardino all'italiana, posto nel piazzale antistante la villa e caratterizzato da geometriche siepi in bosso adornate da aiuole di fiori. Il piccolo edificio, a forma di parallelepipedo, ha un prospetto scandito da quattro colonne doriche in travertino, che sostengono una trabeazione, ai cui lati si aprono due nicchie semicircolari che ospitano le statue in terracotta di Flora e Artemide; l'interno presenta un'aula rettangolare coperta da volta a botte, ed è collegato al giardino superiore da una doppia scala con ringhiera.
Il parco ricco di alberi e arbusti raggruppati secondo le diverse tonalità di verde delle piante quali platani, faggi, tigli, cedri, lecci e allori, tra la fine del XIX e gli inizi del XX secolo, fu oggetto d'integrazioni e modifiche per iniziativa del conte Guido Chigi Saracini, musicista e fondatore dell'Accademia Musicale Chigiana, il quale vi collocò una serie di statue dedicate ai grandi musicisti scolpite da Vico Consorti tra il 1959 e il 1965, e dedicate a Chopin, Vivaldi, Verdi, Bellini e Donizetti), ad Arrigo Boito (amico del proprietario che soggiornò nella villa nel 1914) e a due antenati del conte (Celio e Claudio Saracini).
Nel piazzale sul retro della villa, di forma circolare, venne posta una colonna monumento a Michelangelo Buonarroti, opera dello scultore senese Tito Sarrocchi, che dette il nome al piazzale stesso. In un altro piazzale sull'altro versante, situato tra il ponte e il cancello d'ingresso al parco, fu collocata una grande fontana in marmo, a due tazze, denominata dei Tritoni, opera anch'essa del Sarrocchi (1866). In quest'opera lo scultore si ispirò ad opere fiorentine, come il Putto con delfino del Verrocchio o le figure grottesche della fontana dell'Isolotto a Boboli. 
Al di sotto del piazzale d'accesso, lungo il viale che conduce alla fontana del Sarrocchi, vi è un piccolo ninfeo di forma semicircolare raggiungibile attraverso alcuni gradini in travertino. Elemento importante del parco è la viabilità realizzata dai vialetti e sentieri tortuosi che salgono e scendono.